# ササニシキ
ササニシキは、イネ（米）の品種の1つである。水稲農林150号、旧系統名は東北78号。日本の宮城県で開発され、東北地方の温暖な平野部を中心に生産される。かつては宮城県を代表する銘柄米であった。

## 概要
ササニシキは1963年（昭和38年）、宮城県立農業試験場古川分場（現：古川農業試験場、大崎市）で、「ハツニシキ」（当時の開発番号は「奥羽224号」）を母、「ササシグレ」を父として交配し誕生した。ハツニシキもまた、1954年（昭和29年）に同じ宮城県立農業試験場古川分場で誕生した新品種である。
また、ハツニシキはコシヒカリと同じく「農林1号」と「農林22号」の交配で誕生した品種であり、ササニシキとコシヒカリとは親戚品種に当たる（#系譜を参照）。
コシヒカリと比較すると、ササニシキはアミロース含有量が多いため食味はあっさりしており、副菜の味を引き立て和食に向くとされる。しかし日本の消費者の嗜好が変化し、ササニシキのようなあっさりした米よりも、コシヒカリのような粘りの強いもちもちとした食感の米が好まれるようになったため、好みの分かれる米とも言われる。寿司酢を加えても、べたべたしないため寿司職人が好み、寿司店によってはササニシキの使用を売りにしている。このため一般消費者より、料亭や寿司屋への供給が主となっている。
かつてササニシキはコシヒカリに対し「東の横綱」と呼ばれた人気品種で、ピーク時の1990年（平成2年）には作付面積が20万7,438ヘクタールに達し、コシヒカリに次いで日本第2位の作付面積となった。しかし、茎が細いため耐倒伏性が弱く、いもち病抵抗性に弱く、冷害に弱く気象被害も受けやすいという短所があり、1993年米騒動（「平成の米騒動」とも呼ばれる）を引き起こした1993年（平成5年）の冷害では、大きな打撃を受けた。そのため冷害に強い品種であるひとめぼれ（コシヒカリ系）へ転換され、ササニシキの作付面積は大幅に減少した。また高温にも弱く、温暖化の影響で味に影響が出ているという意見がある。
いもち病への抵抗性を高めた、ササニシキBL「ささろまん」という派生品種もあるが、開発地の宮城県以外ではほとんど栽培されていない（#新品種への継承を参照）。
宮城県は、山形県生まれの「つや姫」などの他品種を奨励品種としており、2013年（平成25年）にはササニシキの作付面積が3,000ヘクタールまで減少していた。2017年（平成29年）には、宮城県におけるササニシキの作付面積は、ひとめぼれ、つや姫に続く3位に後退した。しかし寿司米として一定の需要があるため、ササニシキ系の「東北194号」と共にササニシキの栽培に乗り出す農家もあり、宮城県では、ひとめぼれ、だて正夢、ササニシキを柱にしたブランド化戦略を推進している。
2013年の誕生50周年に合わせて、開発地である古川の農協がササニシキの生産拡大に乗り出した。その他、白石市などでも「ササニシキ復活プロジェクト」が行われている。また2015年（平成27年）から、キリンビール仙台工場で限定醸造する「一番搾り 仙台づくり」の副材料として宮城県産ササニシキを採用している。
大崎市では2017年からササニシキ系米の品質を競う「『ささ王』決定戦」を開催している。

## 歴史
1953年（昭和28年）に宮城県の古川農業試験場で、後に「ハツニシキ」と呼ばれることになる「奥羽224号」と「ササシグレ」の交配が行われ、1955年（昭和30年）にこの雑種第2代において個体選抜が行われた。
この品種改良の当初の目標は稲麦二毛作で用いる晩植用の多収穫品種の実現にあったが、稲麦二毛作は次第に行われなくなってきており、やがて普通栽培用の多収穫品種育成へと目的が変化していった。選抜された個体は1960年（昭和35年）に「東北78号」として関係各県で適応性の試験に供された後、1963年（昭和38年）に「水稲農林150号」として登録の上「ササニシキ」と命名され、宮城県における奨励品種となった。ササニシキの名称は、交配の元の品種であるササシグレとハツニシキからそれぞれ取られたものである。

### 良食味品種
ササニシキは、当時東北地方で広く栽培されていたササシグレに比べて収穫量が8%多かった。またササシグレに比べていもち病抵抗性と耐倒伏性もやや強かった。玄米の品質においてもササニシキがササシグレを上回っていた。食味の良さについてはササシグレの方が優れていたが、当時は収穫量の多さが重要視されていた時代だったことから、この点はそれほど問題にはならなかった。多収穫品種として開発されたササニシキだったが、良質良食味品種として市場で評価され、作付面積を拡大することになった。ササニシキは宮城県のほか、1964年（昭和39年）には岩手県、山形県、福島県でも広く栽培されるようになった。宮城県、岩手県、秋田県、山形県、福島県、群馬県、千葉県、神奈川県、山梨県で奨励品種として扱われ、1985年（昭和60年）には作付面積19万8800haに及ぶに至り、この時にコシヒカリに次ぐ作付面積日本国内第2位に躍り出た。

### 冷害による打撃と市場評価への影響
一方で、1960年代後半（昭和40年代）頃から気象変動が大きくなったことから、ササニシキは度々いもち病を発症するようになり、また栽培の難しさから品質が不安定になるという問題が起こるようになっていた。1980年（昭和55年）から1983年（昭和58年）にかけて続けて起こった冷害でササニシキは大きな打撃を受け、その市場評価は低下した。
この時は銘柄米として栽培が続けられたが、1993年（平成5年）の冷夏による不作で起きた米騒動と、翌1994年の猛暑と多雨による品質低下によってササニシキは市場評価を失い、その後は急速に耐冷性のある「ひとめぼれ」に取って代わられることになった。またササニシキに比べて病気や寒さに強く倒れにくい「はえぬき」などの作付面積が伸びた。ササニシキは、2017年（平成29年）の全国作付面積ランキングで、上位20位からも外れた。

### 新品種への継承

#### ササニシキBL「ささろまん」
ササニシキと同等の品質を持ちながら、いもち病に強い品種を実現しようとする試みは、古川農業試験場で1977年（昭和52年）から行われていた。この取り組みで育成された品種は、1994年（平成6年）に農林水産省に新品種「水稲農林同質327号」として登録された。これは「ササニシキBL」とも呼ばれ、実用的な多系品種としては世界の中でも先駆的な例であった。ササニシキと同質と認められていることから、ササニシキBLをササニシキの銘柄で流通させることも可能であったが、この頃はちょうど平成の米騒動などの影響によってササニシキの市場評価が失われていた時期に当たり、この新品種はササニシキとの差別化のために「ささろまん」の銘柄で販売されることになった。

#### 東北194号「ささ結」
また2001年（平成13年）には古川農業試験場でササニシキとひとめぼれの交配が行われ、2012年（平成24年）に「東北194号」として品種登録された。国立研究開発法人農業・食品産業技術総合研究機構の2009年度（平成21年度）研究成果情報によれば、ササニシキに似たあっさりした食感を持ち、かつ耐冷性が強い良食味系統であり、東北地方中南部の平野部におけるササニシキの代替品種として安定生産が期待されている。
「東北194号」は2015年度（平成27年度）から一般作付が開始され、同年3月に「ささ結（むすび）」と命名された。大崎市では新品種として品評会などでPRする方針としている。

## 系譜
交配系譜
| 東北24号 | 東北24号 | 東北24号 | 東北24号 | 東北24号                | 東北24号                |                         |                         | 農林8号 （近畿15号）    | 農林8号 （近畿15号）    | 農林8号 （近畿15号） | 農林8号 （近畿15号） | 農林8号 （近畿15号）              | 農林8号 （近畿15号） |  |  | 農林1号 （北陸4号） | 農林1号 （北陸4号） | 農林1号 （北陸4号） | 農林1号 （北陸4号） | 農林1号 （北陸4号） | 農林1号 （北陸4号） |                          |                          | 農林22号 （近畿34号）    | 農林22号 （近畿34号）    | 農林22号 （近畿34号）    | 農林22号 （近畿34号）    | 農林22号 （近畿34号） | 農林22号 （近畿34号） |                                   |                                   |                                   |                                   |                                   |                                   |
| 東北24号 | 東北24号 | 東北24号 | 東北24号 | 東北24号                | 東北24号                |                         |                         | 農林8号 （近畿15号）    | 農林8号 （近畿15号）    | 農林8号 （近畿15号） | 農林8号 （近畿15号） | 農林8号 （近畿15号）              | 農林8号 （近畿15号） |  |  | 農林1号 （北陸4号） | 農林1号 （北陸4号） | 農林1号 （北陸4号） | 農林1号 （北陸4号） | 農林1号 （北陸4号） | 農林1号 （北陸4号） |                          |                          | 農林22号 （近畿34号）    | 農林22号 （近畿34号）    | 農林22号 （近畿34号）    | 農林22号 （近畿34号）    | 農林22号 （近畿34号） | 農林22号 （近畿34号） |                                   |                                   |                                   |                                   |                                   |                                   |
|          |          |          |          |                         |                         |                         |                         |                         |                         |                      |                      |                                   |                      |  |  |                     |                     |                     |                     |                     |                     |                          |                          |                          |                          |                          |                          |                       |                       |                                   |                                   |                                   |                                   |                                   |                                   |
|          |          |          |          |                         |                         |                         |                         |                         |                         |                      |                      |                                   |                      |  |  |                     |                     |                     |                     |                     |                     |                          |                          |                          |                          |                          |                          |                       |                       |                                   |                                   |                                   |                                   |                                   |                                   |
|          |          |          |          | 東北54号 （ササシグレ） | 東北54号 （ササシグレ） | 東北54号 （ササシグレ） | 東北54号 （ササシグレ） | 東北54号 （ササシグレ） | 東北54号 （ササシグレ） |                      |                      |                                   |                      |  |  |                     |                     |                     |                     |                     |                     | 奥羽224号 （ハツニシキ） | 奥羽224号 （ハツニシキ） | 奥羽224号 （ハツニシキ） | 奥羽224号 （ハツニシキ） | 奥羽224号 （ハツニシキ） | 奥羽224号 （ハツニシキ） |                       |                       | 農林100号 越南17号 （コシヒカリ） | 農林100号 越南17号 （コシヒカリ） | 農林100号 越南17号 （コシヒカリ） | 農林100号 越南17号 （コシヒカリ） | 農林100号 越南17号 （コシヒカリ） | 農林100号 越南17号 （コシヒカリ） |
|          |          |          |          | 東北54号 （ササシグレ） | 東北54号 （ササシグレ） | 東北54号 （ササシグレ） | 東北54号 （ササシグレ） | 東北54号 （ササシグレ） | 東北54号 （ササシグレ） |                      |                      |                                   |                      |  |  |                     |                     |                     |                     |                     |                     | 奥羽224号 （ハツニシキ） | 奥羽224号 （ハツニシキ） | 奥羽224号 （ハツニシキ） | 奥羽224号 （ハツニシキ） | 奥羽224号 （ハツニシキ） | 奥羽224号 （ハツニシキ） |                       |                       | 農林100号 越南17号 （コシヒカリ） | 農林100号 越南17号 （コシヒカリ） | 農林100号 越南17号 （コシヒカリ） | 農林100号 越南17号 （コシヒカリ） | 農林100号 越南17号 （コシヒカリ） | 農林100号 越南17号 （コシヒカリ） |
|          |          |          |          |                         |                         |                         |                         |                         |                         |                      |                      |                                   |                      |  |  |                     |                     |                     |                     |                     |                     |                          |                          |                          |                          |                          |                          |                       |                       |                                   |                                   |                                   |                                   |                                   |                                   |
|          |          |          |          |                         |                         |                         |                         |                         |                         |                      |                      | 農林150号 東北78号 （ササニシキ） |                      |  |  |                     |                     |                     |                     |                     |                     |                          |                          |                          |                          |                          |                          |                       |                       |                                   |                                   |                                   |                                   |                                   |                                   |